# Мохаджеран (Меркези)
Мохаджера́н или Мехдуде́-йе-Шехр-э-Джади́д-э-Махаджера́н (перс. مهاجران‎) — город на западе Ирана, в провинции Меркези. Входит в состав шахрестана  Шазенд. По данным переписи, на 2006 год население составляло 11 109 человек.

## География
Город находится в юго-западной части Центрального остана, в горной местности, на высоте 1 912 метров над уровнем моря.
Мохаджеран расположен на расстоянии приблизительно 20 километров к западу от Эрака, административного центра провинции и на расстоянии 245 километров к юго-западу от Тегерана, столицы страны.